# Johannes Overath
Johannes Overath, né à Sieglar le 15 avril 1913 et décédé le 24 mai 2002 à Cologne, est un prêtre allemand, théologien (docteur en philisophie), musicologue grégorien, qui se distinguait surtout de ses services au sein du Saint-Siège, à partir du concile Vatican II.

## Enfance et formations
Johannes Overath naquit, le 15 avril 1913, à Sieglar, près de Troisdorf, et situé entre Cologne et Bonn. Il était enfant de Martin Overath et Anna Elisabeth Overath (avant le mariage, Kühn).
Au regard de sa formation, il fut d'abord accueilli au lycée de Siegburg. Avant de devenir prêtre, Johannes Overath approfondit ses études à l'université de Bonn, puis celle de Tübingen. Ceux qu'il étudiait étaient la philosophie, la théologie ainsi que la musicologie. Enfin, il obtint son doctorat en philosophie.

## Prêtre à Cologne

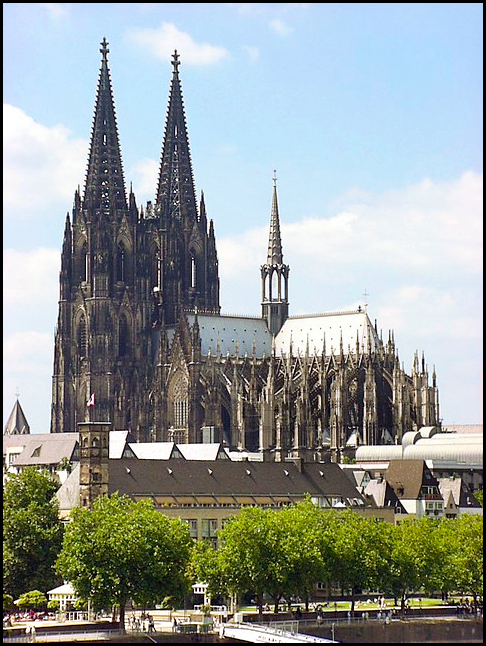
Cathédrale de Cologne.

Le 3 mars 1938 à la cathédrale de Cologne, Johannes Overath reçut son ordination sacerdotale,.
À la suite de cette ordination, Mgr Overath servait en qualité de chanoine, à l'église Saint-Luc à Overath-Immekeppel de 1939 à 1942, puis à celle de Saint-François à Cologne-Bilderstöckchen en 1942. À partir de 1943, il se qualifiait le chanoine de Sainte-Marie sur Kupfergass à Cologne. Désormais, il était l'un des prêtres les plus importants à cette ville. Plus tard, il aurait été octroyé le chanoine d'honneur de la cathédrale de Cologne, en 1980. 
Une fois la guerre terminée, il commença, en 1946, à enseigner la liturgie et la musique sacrée auprès du séminaire à Bensberg près de Cologne.
En 1948, il devint formellement professeur du séminaire de Bensberg et Cologne, de la musique sacrée et de l'homilétique. Il ne quitterait pas cette fonction jusqu'en 1971.
En tant que musicologue grégorien, il participa à la rédaction d'une nouvelle version de l'Édition Vaticane. Ce graduel grégorien, accompagné des signes mora au lieu des signes rythmiques de Solesmes, fut sorti en 1953. 
Entre 1954 et 1964, il fut le responsable du mouvement cécilien en Allemagne (Allgemeinen Cäcilienverbandes für die Länder der deutschen Sprache),. 
Dans les années 1950, en profitant de l'évolution de ses études, Mgr Overath préparait plusieurs publications. Toutefois, à la suite du concile Vatican II, celui-ci était désormais chargé de servir en faveur du Saint-Siège.

## Services à Rome
Avant que ce concile ne soit inauguré, ce prêtre de Cologne devint prélat d'honneur en 1960. Puis, Dr Overath était d'abord peritus du concile dès 1962, et il conserva cette fonction jusqu'en 1965.

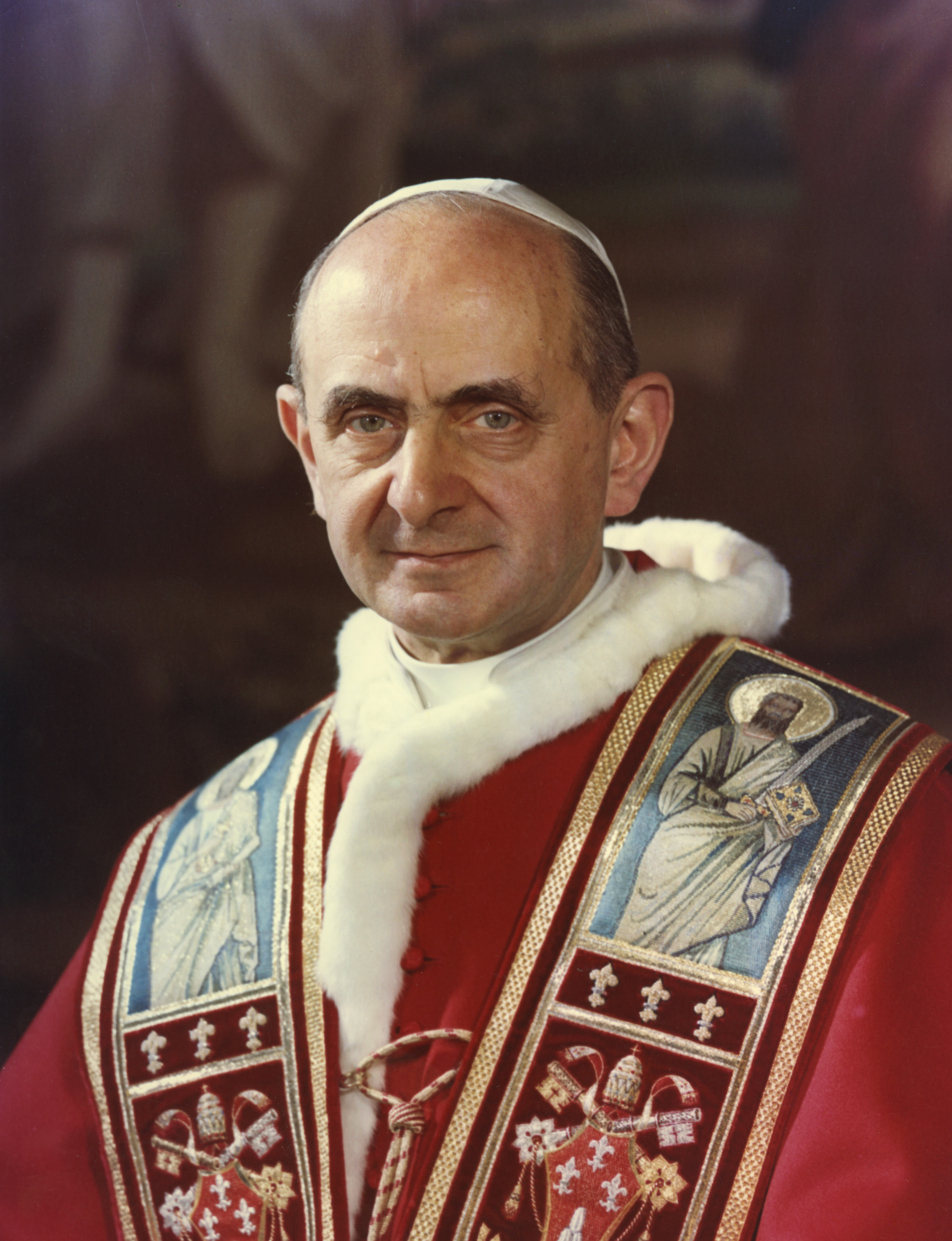
Pape Paul VI (1897 - 1963 - † 1978).

Le 22 novembre 1963, fête de sainte Cécile et patronne de la musique sacrée (plus précisément, d'abord celle de l'orgue), le pape Paul VI créa la Consociatio Internationalis Musicæ Sacræ afin de promouvoir la musique liturgique selon son décret Nobile subsidium Liturgiæ. Il était définitif que Johannes Overath ait été nommé premier président. Quand bien même le concile aurait une tendance à diminuer le rôle de la musique sacrée dans la liturgie, Mgr Johannes Overath défendait la tradition et le trésor de la musique liturgique de l'Église, malgré cette tendance, en respectant l'intention du pape.
Puis, il fut pareillement nommé consulteur du Consilium ad Exsequendam Constitutionem en 1964.
Le concile terminé, il fut invité par les ecclésiastiques américains, de sorte qu'ils puissent connaître correctement ceux que le concile avait modifiés dans la liturgie. Comme la Consociatio Internationalis Musicæ Sacræ était, dorénavant, chargée d'organiser le Congrès international de musique sacrée, il assista en qualité de président, du 21 au 28 août 1966, au Ve congrès, tenu à Chicago et à Milwaukee,.
À partir de 1977, il soutenait un institut fondé auprès de l'abbaye de Maria Laach, en faveur des études hymnologiques. Cet institut était financé par la conférence des évêques allemands, jusqu'à ce que Mgr Overath décède.   
Dans les années 1980, plusieurs pays apprécièrent la contribution culturelle de ce docteur et lui accordèrent leurs récompenses. La première était celle de l'académie royale des sciences, des lettres et des beaux-arts de Belgique, en 1980.  
En 1981, Ferdinand Haberi, président de l'Institut pontifical de musique sacrée, quitta sa fonction. Le 1er janvier 1982, Mgr Overath fut nommé président, en lui succédant. 
En raison de son âge avancé, il quitta cependant ses deux fonctions importantes en 1986 et 1988.
Le 13 mai 2002, au matin, Mgr Overath devint victime d'une hémorragie cérébrale. En dépit d'une hospitalisation immédiate auprès du centre hospitalier universitaire de Cologne, Johannes Overath décéda le 24 mai.
Ses obsèques furent tenues, le 5 juin, dans la cathédrale de Cologne, profondément liée à ce prêtre, en présence du cardinal Leo Scheffczyk. À Rome, des célébrations funérailles et musicales furent exécutées, en rendant hommage à ce serviteur, non seulement dans la basilique Saint-Pierre mais également sur la place Saint-Pierre.

## Fonctions auprès du Vatican
- Consilium ad Exsequendam Constitutionem
consulteur : 1964 - [ms03 1]
- Consociatio Internationalis Musicæ Sacræ
président (premier) : 1963 ou 1964 - 1986, nomination par le pape Paul VI
président d'honneur : 1986 - 2002[ms03 1]
- Institut pontifical de musique sacrée
directeur : 1982 - 1988
directeur d'honneur : 1988 - 2002[ms03 1]

## Œuvres

### Publication des livres
- 1957 : Cantate domino : Volksmette, Musikverlag Schwann, Düsseldorf[5]
- 1960 : Untersuchungen über die Melodien des Liedpsalters von Kaspar Ulenberg (Köln 1582), Volk, Cologne[5]
- 1962 : Liedpsalter : Nach Kaspar Ulenberg, tome I, Musikverlag Schwann, Düsseldorf[5]
- 1968 : Musica Sacra und Liturgiereform nach dem II. Vatikanischen Konzil : V. Internationaler Kongreß für Kirchenmusik vom 21. bis 28. August 1966 in Chicago-Milwaukee (USA). Hrsg. von Johannes Overath, Ratisbonne, Éditions Pustet
1969 : traduction en anglais, Minneapolis-Saint-Paul[ms03 4]

### Rédaction
- 1953 : Reproduction du graduel de l'Édition Vaticane
Graduale sacrosanctæ romanæ ecclesiæ de Tempore et de Sanctis SS. D. N. Pii X. Pontificis Maximi jussu restitutum et editum signis moram vocis indicatibus diligenter ornatum, cui addita sunt festa novissima, Editio Schwann P, Düsseldorf[1]